# 红烧土

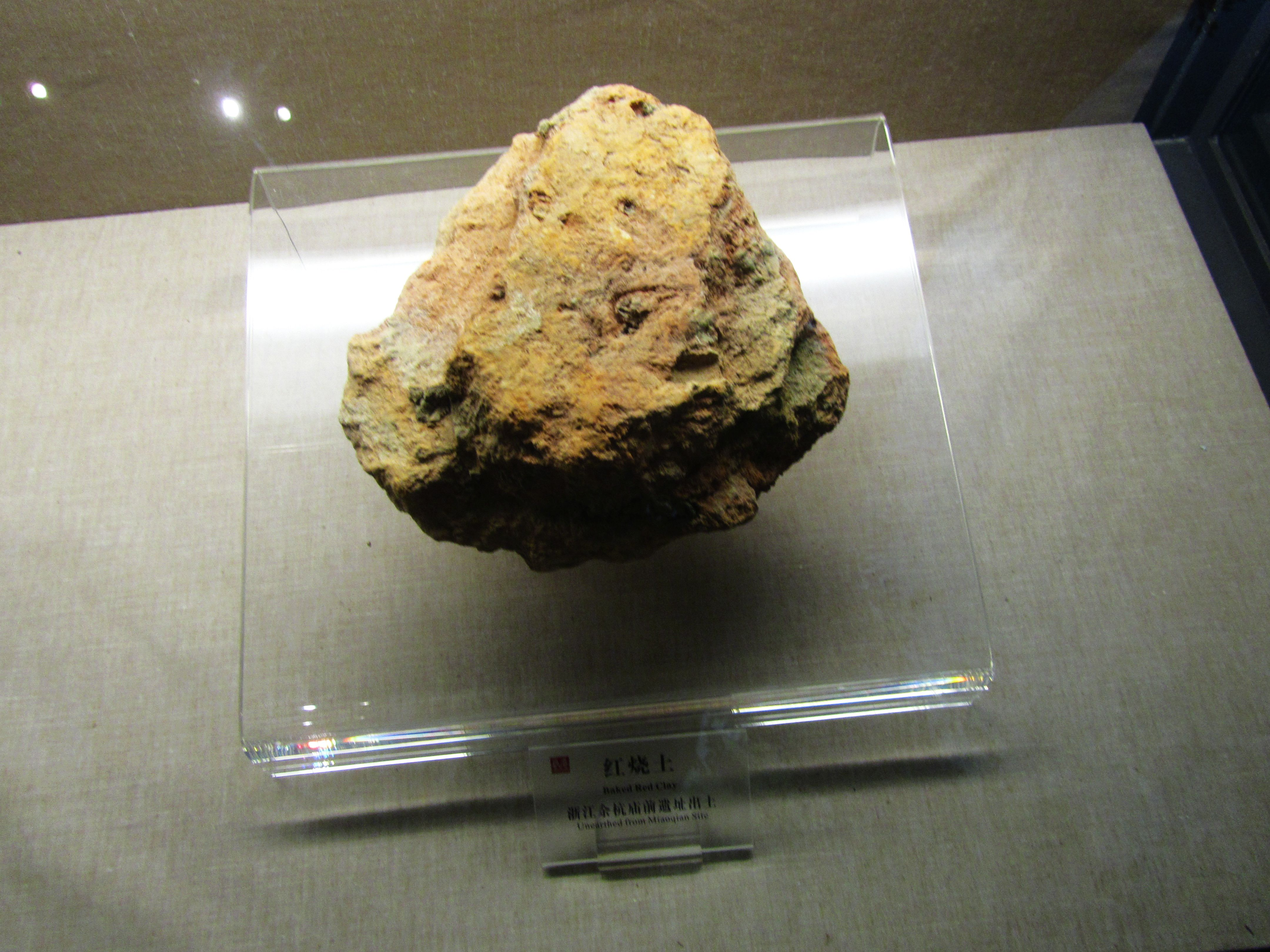
良渚文化浙江余杭庙前遗址的红烧土，现藏良渚博物院。

红烧土为考古学中与建筑有关的历史遗存，通常用来判定房屋存在的可能性。史前时代的人们通常将草木和泥土掺和起来建造房屋，再用火烘烤墙体和屋顶，以使其结实坚固，泥土经过长时间烘烤后变成红色，此外炊煮的灶炕，遭火災后的房屋和燎祭后的场所都会留下相关堆积。現代考古學者就可以此物質，推斷場地在特定年代下，是作何用途，或經歷過何種事件。